# Von-Willebrand-Krankheit
Die Von-Willebrand-Krankheit ist eine Blutgerinnungsstörung, die durch einen erblichen Mangel an Von-Willebrand-Faktor (syn. Faktor-VIII-bezogenes Antigen) ausgelöst wird. Sie ist die häufigste Störung der Blutgerinnung beim Hund und wurde auch bei Katzen, Kaninchen und Schweinen beschrieben.

## Pathophysiologie
Bei gesunden Tieren befindet sich der Faktor auf der Innenwand der Blutgefäße und in den Blutplättchen. Kommt es zu einer Verletzung, bindet der Faktor an die dadurch freigelegten Kollagene und bindet die Blutplättchen an sich, wodurch die zelluläre Hämostase ausgelöst wird und die Blutplättchen mit dem Verschluss der Wunde beginnen (Thrombozytenaggregation).
Ist die Bildung des Von-Willebrand-Faktors durch eine Mutation des zugehörigen Gens gestört, kann das Tier keinen oder zu wenig funktionierenden Von-Willebrand-Faktor bilden. Dadurch kommt es bei einer Verletzung nicht zur Adhäsion und Aggregation der Blutplättchen, und die Blutgerinnung bleibt auf die plasmatische Komponente der Hämostase beschränkt. Dies führt je nach Schweregrad des Mangels bei Verletzungen zu einer verlängerten Blutungszeit und dadurch zu einem höheren Blutverlust, der durch Schock oder Anämie tödlich enden kann.

## Klinik

### Signalement
Die Krankheit ist bei mehr als fünfzig verschiedenen Hunderassen beschrieben. Besonders häufig (Prävalenz zwischen 10 und 70 %) kommt sie bei Dobermann, Kromfohrländer, Deutscher Schäferhund, Golden Retriever, Zwergschnauzer, Welsh Corgi Pembroke, Shetland Sheepdog, Basset Hound, Scottish Terrier, Großpudel und Manchester Terrier vor.
Das Diagnosealter ist je nach Schwere der Erkrankung sehr variabel und kann vom Neugeboren bis hin zu alten Individuen reichen, wobei schwere Fälle normalerweise bei jüngeren Tieren diagnostiziert werden.

### Symptome
Zu den Symptomen der Von-Willebrand-Erkrankung gehören Zahnfleischbluten, Nasenbluten und Hämaturie. Viele der betroffenen Tiere zeigen allerdings erst nach Injektionen, Blutentnahmen oder chirurgischen Eingriffen eine verstärkte Blutungstendenz.
Die Von-Willebrand-Krankheit wird bei Tieren analog zum Willebrand-Jürgens-Syndrom beim Menschen in drei Typen unterteilt. Typ 1 fasst Fälle mit einem teilweisen Mangel an dem für die Blutgerinnung notwendigen Von-Willebrand-Faktor zusammen. Die Symptome sind oft wenig stark ausgeprägt sowie rasse- und situationsabhängig. Bei Typ 2 wird zwar eine normale Menge des Faktors gebildet, der Faktor selbst ist jedoch defekt. Je nach Ausmaß dieses Defekts können die Symptome leicht bis sehr schwer sein. Typ 3 stellt die schwerste Form der Von-Willebrand-Krankheit dar, da gar kein Von-Willebrand-Faktor gebildet werden kann. Bei diesem Typ kommen häufig extreme Blutungen in den Schleimhäuten, Muskeln und Gelenken vor, die bis zum Verbluten führen können. Von Typ 3 betroffene Tiere erreichen selten ein hohes Alter.

### Diagnose
Der Verdacht auf eine Von-Willebrand-Erkrankung ergibt sich bei Tieren mit klinischen Blutgerinnungsstörungen, bei denen eine Blutuntersuchung normale Blutplättchenwerte ergibt und bei denen Tests auf Gerinnungsfaktoren der plasmatischen Gerinnungskaskade normal ausfallen. Die Schleimhautblutungszeit ist fast immer verlängert. Ein negativer oder stark verminderter Bluttest auf Von-Willebrand-Faktor (mittels ELISA) ist diagnostisch.
Die Ursache für die Von-Willebrand-Krankheit ist in nahezu 100 % der Fälle genetisch und liegt in einer Mutation des Von-Willebrand-Faktor Gens begründet. Ist die jeweilige Mutation, die zur Von-Willebrand-Krankheit führt, für die entsprechende Tierart und Rasse bekannt, dann kann man ein Tier mittels Gentest auf die Erkrankung testen. Dazu werden in der Regel Haarproben verwendet. Bei Hunden finden zudem Gentests Anwendung, bei denen mittels spezieller Testsets Zellen aus der Maulschleimhaut entnommen werden.
Differentialdiagnostisch kommen Thrombozytopenie oder Defekte der Blutplättchen in Betracht. Gelegentlich haben betroffene Tiere außerdem einen Mangel an Faktor VIII und dadurch eine verlängerte Partielle Thromboplastinzeit.

### Therapie und Prognose
Die Von-Willebrand-Krankheit ist nicht heilbar. Starke Blutungen können mit einer Blut- oder Plasmatransfusion behandelt werden. Vor Operationen ist eine präventive Gabe von Desmopressin empfehlenswert, das die Blutungstendenz verringern kann.
Neuere Studien haben ergeben, dass die Gabe von Levothyroxin bei Hunden mit Hypothyreose nicht empfehlenswert ist und die Blutungstendenz sogar verschlimmern kann, so dass aus heutiger Sicht von dieser Therapie abgeraten werden muss.
Je nach Schweregrad der Krankheit variiert die Prognose von exzellent bis infaust.

## Genetik und Zuchthygiene
Die Von-Willebrand-Erkrankung kann verschiedenen Erbgängen folgen, die auch vom zugrundeliegenden Typ der Erkrankung abhängen:
- Der Erbgang von Typ 1 der Von-Willebrand-Erkrankung ist in der Regel dominant. Der Schweregrad dieser Form ist meist moderat, kann aber zwischen einzelnen Rassen stark variieren.

- Bei Typ 2 kommen sowohl rezessive als auch dominante Unterformen vor.

- Die seltenste Form (Typ 3) vererbt sich einfach autosomal rezessiv: Hier erkranken nur die für das defekte Allel homozygoten Tiere, während die heterozygoten je nach zugrundeliegender Mutation entweder klinisch normale Träger sein können oder eine Erkrankung vom Typ 1 zeigen (in den letzteren Fällen entspricht die Vererbung einem einfach autosomal intermediären Erbgang). Für das defekte Allel homozygote Tiere sterben in der Regel vor Erreichen der Geschlechtsreife (Letalfaktor).

Die Von-Willebrand-Krankheit wurde vor allem bei Hunden (Typ 1, 2 und 3), daneben aber auch bei Schweinen (Typ 3) und Mäusen (Typ 1 und 3) sowie in Einzelfällen bei Katzen (Typ 3), Pferden (Typ 2), Kühen und Kaninchen beschrieben.
Im Gegensatz zu vielen anderen Krankheiten mit erhöhter Blutungsneigung (Hämophilie) wird die Von-Willebrand-Krankheit nicht geschlechtsgebunden vererbt: Männliche und weibliche Tiere sind gleich häufig betroffen.
Gentests sind für verschiedene Tierarten und Rassen verfügbar, wobei die genauen Mutationen je nach Rasse variieren können und die klinischen Symptome mitunter nur bedingt mit dem Genotyp korrelieren.
Die ursächlichen Mutationen innerhalb des Von-Willebrand-Faktor Gens wurden bei Hunden bereits für die Rassen Dobermann, Kromfohrländer und daneben Deutscher Pinscher, Berner Sennenhund, Manchester Terrier, Kerry Blue Terrier, Welsh Corgi Pembroke, Pudel, Coton de Tulear, Drentse Patrijshond, Papillon, Stabyhoun (Typ 1), Deutsch Drahthaar, Deutsch Kurzhaar und Chinesischer Schopfhund (Typ 2) sowie Kooikerhondje, Scottish Terrier und Shetland Sheepdog (Typ 3) beschrieben.
Interessanterweise wurde bei allen genannten Hunderassen mit Typ 1 der Von-Willebrand-Krankheit dieselbe verantwortliche Mutation gefunden. Die gleiche Mutation kommt außerdem auch bei Menschen mit dem Willebrand-Jürgens-Syndrom vor. Die für Typ 3 der Erkrankung verantwortlichen Mutationen sind für jede der drei Hunderassen unterschiedlich.
Des Weiteren wurde eine ursächliche Mutation für die Von-Willebrand-Krankheit Typ 3 bei Schweinen identifiziert. Diese besteht in einer großen Duplikation innerhalb des Von-Willebrand-Faktor Gens, die selbiges stark beschädigt, so dass kein Von-Willebrand-Faktor mehr gebildet werden kann. Das klinische Erscheinungsbild der Erkrankung beim Schwein stimmt nahezu komplett und damit besser als bei anderen Tierarten mit der Symptomatik des menschlichen Willebrand-Jürgens-Syndroms überein, weshalb Schweine mit der entsprechenden Erkrankung besonders wertvoll für die Erforschung der Erkrankung und geeigneter Therapien sind.
Mäuse mit der Von-Willebrand-Krankheit entstanden nicht natürlich. In bestimmten Mäuselinien wurde das Von-Willebrand-Faktor Gen jedoch künstlich ausgeschaltet, um ein Modelltier mit schnellerem Generationswechsel für das menschliche Willebrand-Jürgens-Syndrom zu erhalten.
Bei anderen Tierarten ist eine Diagnostik nur anhand klinischer Untersuchungen möglich, da die ursächlichen Mutationen bisher noch nicht gefunden wurden.
Betroffene Tiere sollten unter Berücksichtigung der klinischen Aspekte der Krankheit in der jeweiligen Rasse nicht zur Zucht verwendet werden. Bei verschiedenen Hunderassen finden daher in der Zucht Gentests auf die Von-Willebrand-Erkrankung Anwendung.